# オスカー・フォン・プロイセン (1888-1958)
オスカー・フォン・プロイセン（Oskar von Preußen, 1888年7月27日 - 1958年1月27日）は、プロイセン及びドイツの王族、軍人。19世紀にドイツで再興された聖ヨハネ騎士団ブランデンブルク大管区長（在職：1927年 - 1958年）。陸軍の最終階級は少将（Generalmajor）。全名はオスカー・カール・グスタフ・アドルフ（Oskar Karl Gustav Adolf）で、ドイツ皇帝ヴィルヘルム2世の五男。

## 生涯
ドイツにおいて三皇帝の年と呼ばれる1888年、ヴィルヘルム2世とその皇后であったシュレースヴィヒ＝ホルシュタイン公フリードリヒ8世の娘アウグステ・ヴィクトリア（1858年 - 1921年）の間に第五子としてポツダムの大理石宮殿で生まれた。名は代父のスウェーデン王オスカル2世による。プレーン（シュレースヴィヒ＝ホルシュタイン州プレーン郡）で育てられ、士官学校を経てボン大学に入学、国家学（Staatswissenschaft）を学んだ。
オスカーは母アウグステ・ヴィクトリアのもとで女官をしていたイーナ・マリー・フォン・バッセヴィッツ＝レーヴェツォーと恋仲になった。貴賤結婚にあたるためヴィルヘルム2世は渋ったが最終的には認め、二人は1914年7月31日にベルリンで結婚した。またイーナ・マリーはルッピン伯爵夫人（Gräfin von Ruppin）にも叙された。恋愛結婚であったせいか夫婦仲は良く、二人の間には三男一女が生まれた。
第一次世界大戦ではオスカーはリークニッツ（現ポーランドのドルヌィ・シロンスク県レグニツァ）駐屯の第7擲弾兵連隊の隊長に任じられていた。
戦後、オスカーは鉄兜団に参加したほか、兄アイテル・フリードリヒから聖ヨハネ騎士団大管区長職を引き継いだ。鉄兜団が国家社会主義ドイツ労働者党（ナチス）によって解散・吸収された後は、オスカーはもっぱら聖ヨハネ騎士団大管区長としての活動に専念した。
1958年1月27日、悪性腫瘍のためミュンヘンの病院で死去した。遺体は遺言に従い、ホーエンツォレルン城内ザンクト・ミヒャエル稜堡（St. Michaels-Bastei）の兄ヴィルヘルムのそばに葬られた。

## 子女

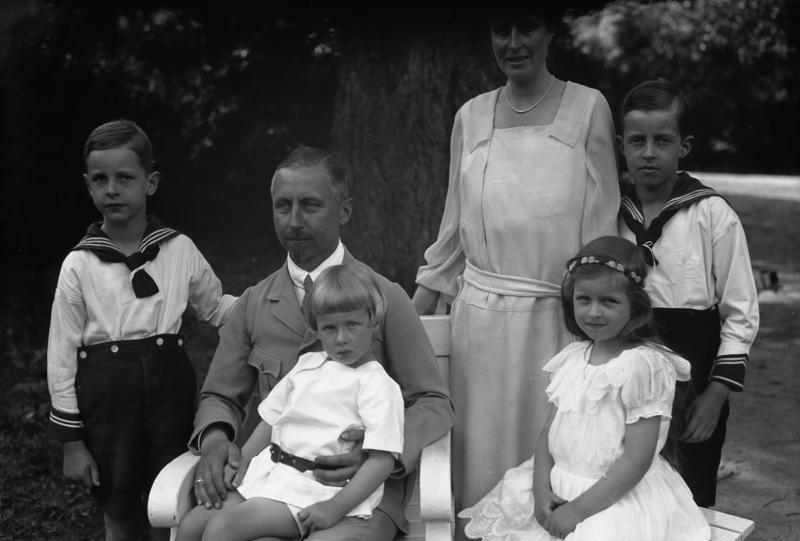
オスカー、イーナ・マリー夫人と家族

妻のイーナ・マリーとの間には以下の三男一女をもうけた。なお貴賤結婚ではあったが、1920年に妻子に対してプロイセン王子妃・王子・王女（Prinz/essin von Preußen）の称号が与えられている。
- オスカー・ヴィルヘルム・カール・ハンス・クーノ（1915年 - 1939年）
- ブルヒャルト・フリードリヒ・マックス・ヴェルナー・ゲオルク（1917年 - 1988年）
- ヘルツェライデ・イーナ・マリー・ゾフィー・シャルロッテ・エルゼ（1918年 - 1989年）
- ヴィルヘルム・カール・アーダルベルト・エーリヒ・デートロフ（1922年 - 2007年） - ヴィルヘルム2世の孫のうち最後まで生き残っていた。